# Rio Prególia

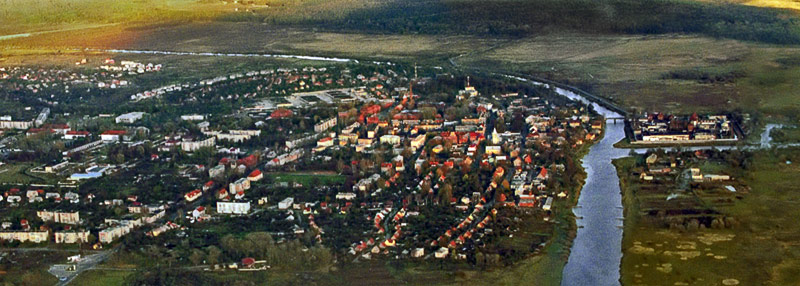
Curso do rio Prególia em Gvardeisk.

O rio Prególia (em russo:  Преголя; em alemão:  Pregel; em lituano:  Prieglius) situa-se no enclave russo de Kaliningrado.
O Prególia começa na confluência dos rios Instruch e Angrapa, desaguando no Mar Báltico através do Lago de Vístula. O comprimento total do rio sob a denominação de Prególia é de 123 km, ou 292 km se contarmos a extensão do Angrapa. A área da bacia de drenagem do rio ocupa um total de 15.500 km², com vazão média de 90 m³/s.
O famoso problema das sete pontes de Königsberg, resolvido pelo matemático suíço Leonhard Euler, baseava-se nas pontes sobre o rio Prególia em Königsberg, atual Kaliningrado.

## Lugares banhados pelo rio Prególia
- Gvardeisk
- Kaliningrado

## Afluentes
- Pissa
- Lava/Lyna
- Angrapa
- Instruch